# 瑶麓瑶族乡
瑶麓瑶族乡，是中华人民共和国贵州省黔南布依族苗族自治州荔波县一个已撤销的乡级行政区，2014年4月14日，贵州省人民政府批复同意荔波县部分乡镇行政区划调整，撤销瑶麓瑶族乡，将其所辖行政区域划归茂兰镇。